# Shane Van Boening

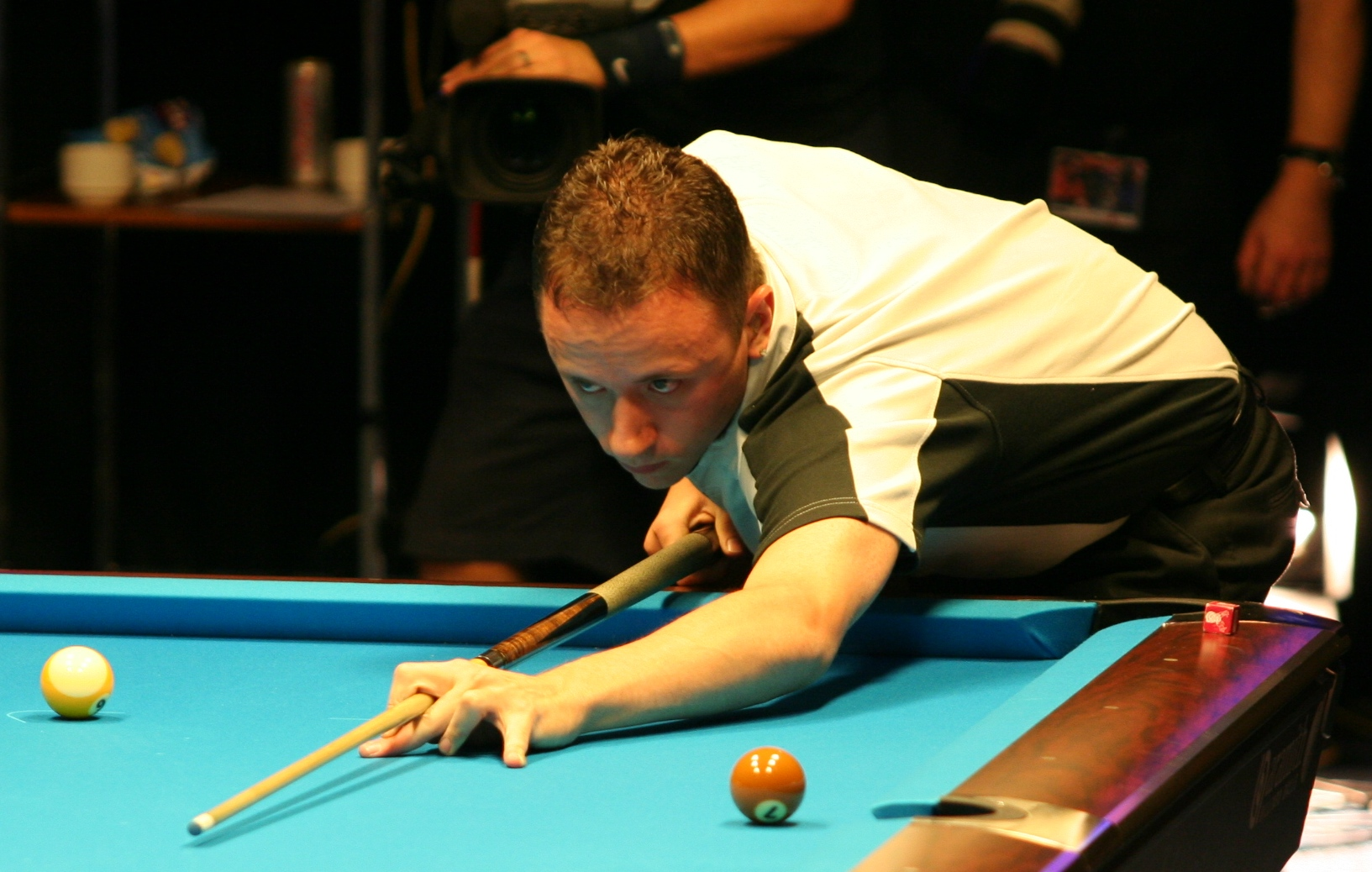

Shane Van Boening (Rapid City, 14 juni 1983) is een Amerikaans poolbiljarter. Hij won onder meer de eerste editie van het wereldkampioenschap 10-ball in 2007 door een 13-11 overwinning op Cliff Joyner in de finale. De Amerikaan luistert naar de bijnaam The South Dakota Kid. 

## Carrière
Van Boening is slechthorend en gebruikt daardoor een hoortoestel. Hij wendt dit aan in zijn voordeel wanneer hij last dreigt te krijgen van geluiden rondom de pooltafel door het geluid zachter of af te zetten.
De Amerikaan kreeg pool vanaf zijn geboorte met de paplepel ingegoten. Zijn opa Gary Bloomberg speelde trickshots, oma Jeanne was Amerikaans nationaal Valley National Eight-ball Association (VNEA) kampioen pool, tante Gari Jo drievoudig nationaal VNEA kampioen pool en moeder Timi eenmalig nationaal Billiard Congress of America kampioen pool. Zodoende groeide Van Boening rond de biljarttafel op.
Van Boening werd in 2007 zowel door Billiards Digest, Pool & Billiard Magazine, als Inside POOL Magazine uitgeroepen tot poolspeler van het jaar. Hij is mede-eigenaar van een biljartzaal in Sioux Falls.

## Toernooizeges
Belangrijkste overwinningen:
- World Cup of Pool 2008 (samen met Rodney Morris)
- Predator World Ten-ball Championship 2007
- US Open Nine-ball Championship 2007,2012,2013,2014
- Reno Open 9-Ball Championship 2007
- Drievoudig VNEA Amerikaans nationaal kampioen 8-ball